# Laura Morgenthaler García
Laura Morgenthaler García (* 1979) ist eine Sprachwissenschaftlerin (Romanistik).

## Leben
Von 1997 bis 2001 studierte sie spanische Philologie an der Universität La Laguna Abschluss Licenciado en Filología española. Nach der Promotion (2002–2006) in Bremen. Dissertationsthema: Identidad y pluricentrismo lingüístico. Hablantes canarios frente a la estandarización. Summa cum Laude war sie von 2007 bis 2010 wissenschaftliche Mitarbeiterin im Studiengang Romanistik der Universität Bremen. 2008 hatte sie ein Auslandsstipendium der DFG für einen Forschungsaufenthalt an der École des hautes études en sciences sociales. Thema: Sprachpolitik in Westsahara und Marokko (Nordafrika): Das Spannungsfeld zwischen Spanisch und Französisch von der Kolonialzeit bis zur Gegenwart. Von 2010 bis 2013 hatte sie eine eigene Stelle der Deutschen Forschungsgemeinschaft an der Universität Bremen (Alleiniger Antrag). Thema: Das Erbe kolonialer Sprachpolitik in der aktuellen Verbreitung Postkolonialer Sprachen. Das Beispiel des Spanischen und Französischen in Nordafrika. Von 2010 bis 2012 war sie Stipendiatin des Fast Track Programm: Exzellenz und Führungskompetenz für Wissenschaftlerinnen auf der Überholspur der Robert Bosch Stiftung. Im Wintersemester 2012/2013 vertrat sie den Lehrstuhl (W3) für Romanische Sprachwissenschaft. Universität Bremen. 2013 setzte sie die DFG Eigene Stelle an der Universität Osnabrück fort. 2014 wurde eine weitere DFG Eigenen Stelle. Thema: Prosodie und Sprachkontakt Spanisch-Französisch-Arabisch in Nordafrika. (Alleiniger Antrag) bewilligt. Im Januar 2015 erhielt sie den Ruf auf eine W2-Professur an die Europa-Universität Flensburg. Nach der Habilitation im Juli 2015 in Osnabrück. Erwerb der Venia Legendi für Romanische Sprachwissenschaft. Universität Osnabrück war sie von 2015 bis 2018 W2 Professorin für Spanische Sprachwissenschaft in Flensburg. Seit 2018 lehrt sie als W3-Professorin für Romanische Philologie, insbesondere iberoromanische Sprachwissenschaft an der Ruhr-Universität Bochum.

## Schriften (Auswahl)
- als Herausgeberin mit Martina Schrader-Kniffki: La Romania en interacción. Entre historia, contacto y política. Ensayos en homenaje a Klaus Zimmermann. Frankfurt am Main 2007, ISBN 978-3-86527-359-8.
- Identidad y pluricentrismo lingüístico. Hablantes canarios frente a la estandarización. Frankfurt am Main 2008, ISBN 978-3-86527-320-8.